# Michail Leonidowitsch Bogdanow

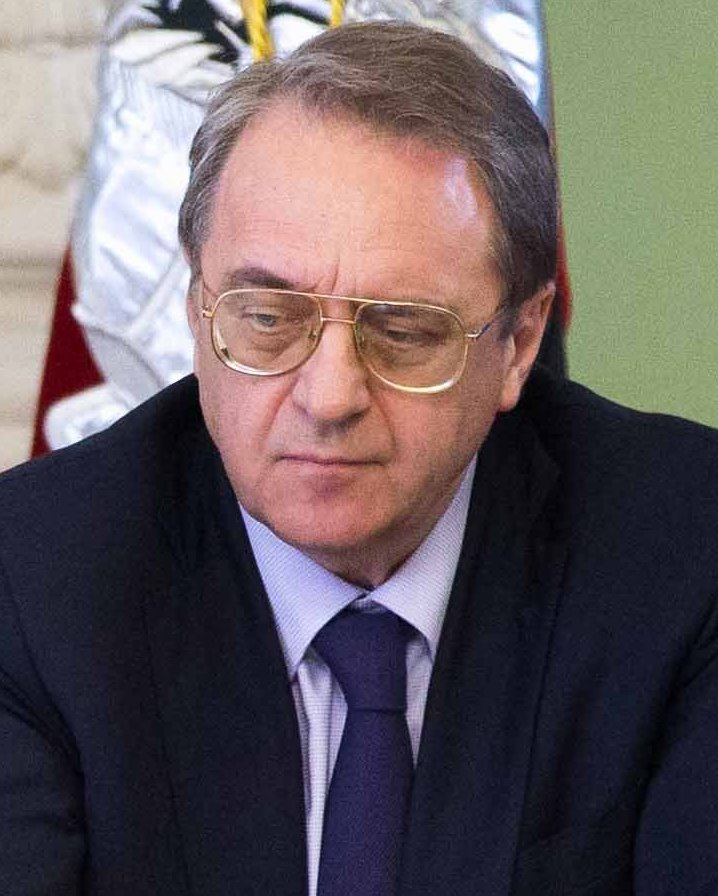
Michail Bogdanow 2018

Michail Leonidowitsch Bogdanow, (russisch Михаил Леонидович Богданов; * 2.jul. / 15. März 1952greg.) ist ein russischer Politiker und Diplomat.
Er war stellvertretender Außenminister der Russischen Föderation und Nahost-Beauftragter des Kreml.

## Auszeichnungen
- Orden der Ehre
- Orden der Freundschaft
- Verdienstorden für das Vaterland